# Andrea Lanzani
Andrea Lanzani (Milano, 1641 – Milano, 30 maggio 1712) è stato un pittore italiano barocco.
Coetaneo del Legnanino, Lanzani fu un esponente della transizione del mondo artistico milanese alla pittura barocca; fu particolarmente attivo a cavallo fra Seicento e Settecento.

## Biografia
Le prime informazioni che riguardano l'attività artistica di questo protagonista della stagione del barocchetto lombardo, nato a Milano nel 1641, risalgono al 1666 quando risulta attivo a Tortona nel Santuario di San Bernardino. La prima opera pervenuta sono gli affreschi in tre sale della Villa Visconti a Rho in una delle quali si legge la data 1669. Nel medesimo anno il pittore entra a far parte della rinnovata Accademia Ambrosiana nel contesto della quale esegue uno dei quadroni per la celebrazione di Federico Borromeo (1670) accanto ai suoi maestri Antonio Busca e Luigi Scaramuccia detto il Perugino.
Fu in particolare quest'ultimo a indirizzare la formazione stilistica del giovane pittore, che fonde, in un linguaggio originale e robusto, la lezione di testi classici, insieme a quelli del barocco, pervenendo a un linguaggio di gusto romano di chiara impronta accademica, cui non sono estranei riferimenti a pittori locali attivi in quel contesto, come il gesuita Andrea Pozzo.
Prima della partenza per Roma, avvenuta alla fine del 1674 realizza opere importanti e di sicuro effetto, come la Fuga in Egitto (Milano, Chiesa di San Giuseppe).
Nella capitale entra in contatto con il più celebre degli artisti romani del tempo, Carlo Maratta e viene inserito nel cantiere di Palazzo Altieri, dove affresca la Sala dell'Età dell'Argento in cui approfondisce l'esperienza condotta a Rho. Unica ulteriore testimonianza sopravvissuta degli anni romani è la pala della Pentecoste nel centro marchigiano di Potenza Picena nella quale trapelano riferimenti al Maratta insieme a ricordi tipologici della pittura di padre Pozzo.
Il rientro in Lombardia, documentato alla fine del 1677, segna l'inizio di un progressivo ingentilirsi del linguaggio del pittore, fatto che avviene sostanzialmente all'insegna del Correggio, come è già in parte visibile nella Morte di San Giuseppe (Morbegno) del 1679 dove gli accostamenti cromatici preludono a una leggiadria già settecentesca.
Di questi tempi il Lanzani riallaccia i rapporti con il suo primo antico committente, il conte Ercole Visconti, legato al clan dei Borromeo, che lo convoca (1678) per predisporre la decorazione della cappella di famiglia nel Santuario di Rho, dedicata a San Carlo Borromeo. Un'opera di cui il Lanzani fu l'intero regista, conclusa nel 1684, l'anno del rilancio del pittore sulla scena milanese, giacché morto il Busca, gli succede alla guida della seconda Accademia Ambrosiana.
Il ciclo del Santuario dell'Addolorata di Rho spicca nel catalogo del pittore per la studiata concezione illusionistica, ottenuta grazie all'interazione fra pittura e scultura, densa di ricordi romani, e restituisce una personalità di grande facilità pittorica e freschezza inventiva. A seguito di quest'opera giunge verosimilmente la commissione di opere con soggetti carliani da parte del conte Vitaliano Borromeo, oggi nelle collezioni dell'Isola Bella. Il medesimo nobile collezionista è alla base della commissione della pala del Santuario della Madonna della Fontana a Camairago presso Codogno.
Pochi anni dopo (1688, Como Santa Cecilia; 1689, Dosso del Liro, chiesa della Santissima Annunziata) L: ritorna alle decorazioni da soffitto approfondendo la riflessione in direzione barocca, partita dai modelli romani di Lanfranco e Brandi, come già si era visto nel soffitto di Santa Maria delle Cacce a Pavia nel 1678 circa.
Importanti opere milanesi di quegli anni sono il quadrone con la Gloria di San Carlo (1690) per il Duomo e L'Ultima comunione di S Ambrogio (Basilica di Sant'Ambrogio) del 1691 opera di intenso naturalismo e devozione, derivata da un modello di Agostino Carracci. Nel 1695 è invitato a far parte della neonata Accademia di San Luca, a Milano.
La tavolozza scintillante del quadrone del Duomo si schiarisce ulteriormente nella serie di tele del refettorio della Certosa di Pavia, probabilmente per l'influsso di Sebastiano Ricci, attivo in quei tempi in Lombardia, da collocare subito prima del primo viaggio a Vienna dove nel 1698 dipinge la volta della Audienz-zimmer del palazzo d'Inverno del Principe Eugenio in coppia con il quadraturista bolognese Marcantonio Chiarini.
Il contatto con la pittura veneta vista a Vienna dà frutti nelle opere eseguite nella parentesi lombarda tra i due soggiorni viennesi: la pala con la Madonna, S. Eligio e S. Caterina del 1698 (Milano, Chiesa di San Sebastiano) e il catino del coro nel Tempio dell'Incoronata a Lodi (1699), che mostra un sostanziale avanzamento della ricerca illusionistica rispetto a quella di Dosso del Liro.
Nel 1699 è ad Austerlitz ad affrescare le sale del castello del conte Kauniz a Slavkov. Da qui si muoverà per raggiungere Vienna, varie volte, intrattenendo legami con personalità importanti, tra cui Lotar Franz von Schoenborn, cui dona il San Francesco in estasi (Pommersfelden) in cambio dell'appoggio presso l'imperatore per ottenere il titolo di cavaliere, occasione per cui realizza un Autoritratto. A quest'epoca risale l'Ercole e Anteo di recente riconosciuto al Kunsthistorische Museum di Vienna.
A Milano ritorna nel 1708: a questo momento va collocato il Miracolo del morto resuscitato al contatto della vera Croce. Intensa è l'attività grafica dell'artista documentata soprattutto dal cospicuo nucleo dell'Ambrosiana, spesso in relazione con l'opera pittorica pervenuta.

## Opere

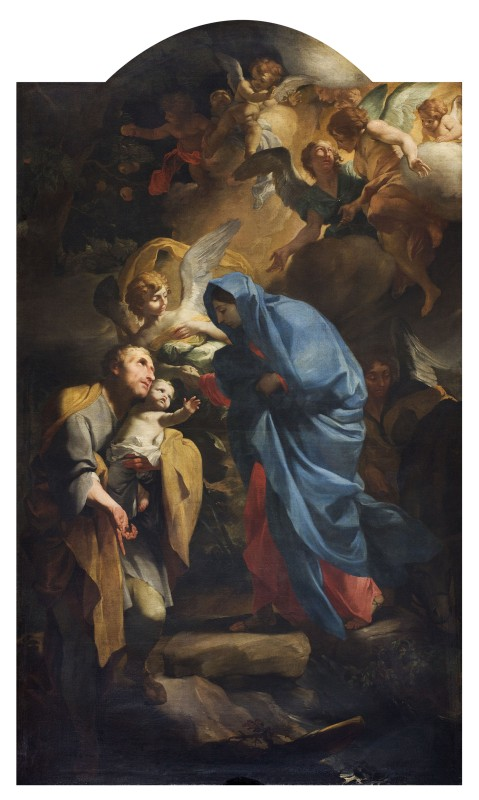
Sacra Famiglia, 1675 (Fondazione Cariplo)

- Ameno, Monte Mesma, San Francesco, I Santissimi Giovanni da Capestrano e Pasquale Baylon
- Austerlitz, Castello Kaunitz, affreschi (datati 1701-1704)
- Bergamo, Accademia Carrara, Fuga in Egitto
- Camairago, Santuario della Madonna della Fontana, Madonna col Bambino e angeli
- Carpignago, chiesa di S. Giovanni Battista, Immacolata Concezione
- Como, Chiesa di Santa Cecilia, volta e affreschi
- Dosso del Liro, Chiesa della Santissima Annunziata, volta e affreschi
- Lodi, Cattedrale, Sacra Famiglia con san Gaetano
- Lodi, Tempio dell'Incoronata, Incoronazione della Vergine
- Miasino, Chiesa di San Rocco, San Rocco visita il carcere
- Milano, Biblioteca Ambrosiana, disegni e bozzetti vari
- Milano, Basilica di Sant'Ambrogio, Ultima comunione di sant'Ambrogio
- Milano, Chiesa di San Giuseppe, Fuga in Egitto
- Milano, Chiesa di Santa Maria in Camposanto, Morto resuscitato a contatto con la vera croce
- Milano, Chiesa di San Pietro in Gessate, San Pietro cammina sulle acque
- Milano, Chiesa di San Sebastiano, Madonna col Bambino e i santi Eligio, Caterina e Domenico;
- Milano, Duomo, Gloria di San Carlo
- Milano, Pinacoteca Ambrosiana, Traslazione del corpo di San Calimero, Resurrezione di Cristo
- Milano, Pinacoteca di Brera, Cristo in gloria e i santi Vincenzo Ferrer, Tommaso d'Aquino e Ludovico Bertran, Autoritratto
- Milano, Pinacoteca Civica del Castello Sforzesco, San Giuseppe col Bambino
- Monza, Chiesa di Santa Maria in Strada, Martirio di sant'Andrea
- Morbegno, Chiesa di San Giovanni Battista, Morte di san Giuseppe; Ecce homo
  - frazione Campovico, Chiesa della Visitazione, Immacolata Concezione
- Pavia, Monastero di Santa Maria delle Cacce, Assunzione della Vergine;
- Pavia, Pinacoteca Malaspina, Sant'Antonio da Padova col Bambino, Bellezza femminile, Vanità e modestia
- Pavia, Certosa, Cappella della Veronica; Refettorio: Beato Umberto, Sant'Ulderico, Giacobbe, Isacco, Coppia di Angeli con tromba, olio su tela, ante 1696
- Pommersfelden, Kunstsammlungen, Graf von Schoenborn, Schloss Weissenstein, San Francesco in estasi, Morte di Sant'Eufemia
- Potenza Picena, Chiesa di Santo Stefano, Pentecoste
- Rho, Santuario dell'Addolorata, Cappella di San Carlo
- Roma, Palazzo Altieri, Sala dell'età dell'argento
- San Fiorano, Chiesa parrocchiale, Sant'Antonio guarisce un moribondo
- Varallo Pombia, Chiesa della Madonna di San Pietro, Martirio di Santa Cristina
- Vienna, Kunsthistorischen Museum, Ercole e Anteo
- Vienna, Palazzo d'inverno del Principe Eugenio di Savoia, Audienzzimmer, Storie di Ercole
- Voltaggio, Pinacoteca dei Cappuccini, Cristo coronato di spine, Addolorata